# کجوسارهرپور
کجوسارهرپور (به لاتین: Kjósarhreppur) یک منطقهٔ مسکونی در ایسلند است که در منطقه پایتختی (ایسلند) واقع شده‌است. کجوسارهرپور ۲۸۷٫۷ کیلومتر مربع مساحت و ۲۴۵ نفر جمعیت دارد.